# Vellivāyal
Vellivāyal är en ort i Indien.   Den ligger i distriktet Thiruvallur och delstaten Tamil Nadu, i den södra delen av landet, 1 700 km söder om huvudstaden New Delhi. Vellivāyal ligger 7 meter över havet och antalet invånare är 612.
Terrängen runt Vellivāyal är mycket platt.  Närmaste större samhälle är Madras, 15,5 km söder om Vellivāyal.